# Source Festival
Het Source Festival is een muziekevenement in Utrecht waarin elektronische muziek gecombineerd wordt met beeldende kunst, theater en choreografie. Het muziekaanbod omvat electro-, minimal-, techno- en housemuziek. Het festival vindt sinds 2007 plaats in de zomer en sinds 2009 ook in de winter.

## Geschiedenis en ontwikkeling
De eerste editie van het Source Festival vond plaats op 18 augustus 2007 op het Paperdometerrein in Utrecht. Het festival is ontstaan als initiatief van een aantal leden van Veritas die reeds kleine feesten in de omgeving van Utrecht organiseerden. Op 28 februari 2009 werd de eerste wintereditie 'Source on Ice' georganiseerd. Sinds 2011 is variététheater ook een onderdeel van het festival.
Tussen 2007 en 2011 zijn het aantal bezoekers, de omvang van het terrein, het aantal podia, de entreeprijs en het muziek-, en theateraanbod toegenomen. Tijdens de eerste editie in 2007 had het festival twee podia, draaiden er zeventien dj's en waren er rond de 2000 bezoekers. In 2011 telde het terrein vier podia, traden er in totaal veertig dj's op, waren er tegen de 5000 bezoekers per dag en duurde het festival twee dagen.

## Edities
- Source Festival 18 augustus 2007
- Source Festival 12 juli 2008
  - Source on Ice 28 februari 2008
- Source Festival 4 juli 2009
  - Source on Ice 27 februari 2010
- Source Festival 10 en 11 juli 2010 deels afgelast wegens (schade door) noodweer
geprogrammeerd waren o.a. Robert Hood, Joris Voorn, Legowelt
  - Source on Ice 26 februari 2011
- Source Festival 2 en 3 juli 2011
o.a. Robert Hood, I-F, Kode9